# Neuapostolische Kirche Berlin-Brandenburg
Die Neuapostolische Kirche Berlin-Brandenburg ist eine Gebietskirche der Neuapostolischen Kirche und umfasst – bis auf wenige Abweichungen – Berlin und Brandenburg.
Ferner werden von der Gebietskirche auch Russland, Kasachstan und die Mongolei betreut.
Seit 2005 wird die Kirche von Bezirksapostel Wolfgang Nadolny geleitet.

Ihm zur Seite stehen Apostel Klaus Katens, sowie die Bischöfe Udo Knispel und Harald Bias.

Sie bilden den Landesvorstand der Neuapostolischen Kirche Berlin-Brandenburg.